# El imperio de los números
El imperio de los números (título original en francés: L'empire des nombres) es una monografía ilustrada sobre los números y su historia. La obra es el 9.º volumen de la colección «Biblioteca ilustrada», escrita por el historiador de la ciencia francés Denis Guedj, y publicada por la editorial barcelonesa Blume Naturart en 2011. La edición original en francés fue publicada por la editorial parisina Éditions Gallimard en 1996, como el 300.º volumen de su colección enciclopédica «Découvertes Gallimard». El libro fue adaptado a un documental homónimo en 2001.
Una traducción anterior de Manuel Serrat Crespo, con cubierta distinta, fue publicada en 1998, por la también editorial barcelonesa Ediciones B, bajo el título El imperio de las cifras y los números, como el 10.º volumen de la colección «Biblioteca de bolsillo CLAVES».

## Resumen
Una obra de divulgación de las matemáticas, aquí el autor nos invita a la génesis de uno de los inventos más importantes de la humanidad: los números. Como las letras, los números tienen una historia rica y compleja. ¿Quién los inventó primero? ¿Qué edad tienen y cómo se desarrollaron? ¿Cómo llegaron a representar un mundo de ideas abstractas y conceptos universales? ¿En qué se diferencian en el mundo actual? ¿Quién inventó el álgebra, la geometría y el cálculo? ¿Cómo afectan estas ideas a nuestra vida diaria? Este volumen utiliza un lenguaje sencillo para describir los conceptos básicos de los números—la aritmética, el número natural, el número entero, los conceptos de cero e infinito—así como también cómo los números y su simbolismo llegaron a usarse en el arte y otras disciplinas.

## Contenido
Corpus
- «Tráiler» (pp. 1–7, una serie de fotografías que ilustran «las potencias de diez», reproducidas como ilustraciones a página completa)
- Capítulo 1: «Expresar la cantidad» (pp. 13–23)
- Capítulo 2: «De los números a las cifras» (pp. 25–43)
- Capítulo 3: «El sistema indio de posición» (pp. 45–59)
- Capítulo 4: «Los enteros naturales» (pp. 61–77)
- Capítulo 5: «El imperio se extiende» (pp. 79–103)
- Capítulo 6: «El cero y los infinitos» (pp. 105–121)
- Capítulo 7: «La definición imposible» (pp. 123–127)

Testimonios y documentos
1. Del recuento al álgebra (pp. 130–133)
2. La ciencia de los números y del cálculo (pp. 134–135)
3. ¡Música! (pp. 136–139)
4. Contra Pitágoras (pp. 140–141)
5. La metrología (pp. 142–143)
6. Tomar medida de la medida (pp. 144–145)
7. La revolución decimal (pp. 146–147)
8. El razonamiento por recurrencia, el principio de inducción (pp. 148–149)
9. Los «menos que nada» (pp. 150–151)
10. Infinitos y conjuntos (pp. 152–153)
11. Cartas de matemáticas (pp. 154–155)
12. Los grandes números (pp. 156–157)
13. El ábaco (pp. 158–159)
14. Numerar a los hombres (pp. 160–161)
15. Cómo nace el número en la mente de los niños (pp. 162–163)
16. Las palabras y los números (pp. 164–165)
17. 1.001 números y pico (pp. 166–167)

Anexos
- Glosario (p. 168)
- Cronología (pp. 168–169)
- Bibliografía (pp. 169–170)
- Índice de ilustraciones (pp. 170–172)
- Índice alfabético (pp. 172–174)
- Créditos de las imágenes (p. 175)

## Recepción
El sitio web Babelio otorga al libro una calificación promedio de 3.15 sobre 5, basada en 13 calificaciones. En el sitio web Goodreads, el libro obtiene un promedio de 3.63/5 basado en 70 calificaciones, lo que indica «opiniones generalmente positivas».

## Adaptación
En 2001, en coproducción con La Sept-Arte y Trans Europe Film, en colaboración con Éditions Gallimard y CNRS Images Média, realiza la adaptación documental de L'empire des nombres bajo el mismo título, dirigida por Philippe Truffault, con narración en off del propio Denis Guedj, y transmitido por Arte en el programa de televisión L'Aventure humaine. Posteriormente ha sido doblado al alemán bajo el título Im Reich der Zahlen. El documental también ha sido lanzado en DVD, editado por el Arte vidéo, con audio doblado en inglés.